# Körper von Gewicht
Das Buch Körper von Gewicht. Die diskursiven Grenzen des Geschlechts – 1993 erschienen unter dem englischsprachigen Titel Bodies that matter: on the discursive limits of „sex“ – ist ein zentrales Werk der US-amerikanischen feministischen Philosophin Judith Butler (* 1956). Es gilt als Weiterentwicklung der Thesen in ihrer Schrift Das Unbehagen der Geschlechter (Gender Trouble) aus dem Jahr 1990, mit denen sie ihre Ablehnung der trennenden Sichtweise auf das biologische Geschlecht (sex) und das Identitätsgeschlecht (gender) vertieft. Die deutsche Übersetzung von Karin Wördemann erschien 1995.

## Inhalt
Butler reagiert in Körper von Gewicht: Die diskursiven Grenzen des Geschlechts auf die Kritik, die ihr in den Kontroversen um ihr 1990 veröffentlichtes Buch Das Unbehagen der Geschlechter vielfach entgegengebracht wurde. Kritiken warfen ihr unter anderem vor, sie bediene ein Konstrukt, in dem die sexuelle Identität von einem Subjekt frei wählbar sei, indem es sich aus den Möglichkeiten performativer Geschlechts-Zuschreibungen bedient wie aus einem Kleiderschrank, oder dass sie die „Materialität“ des biologischen Geschlechtskörpers auflöse, die Frau „entkörpere“ und „reinen Text“ zur Grundlage der Körper mache.
Butler beschreibt in dem Vorwort von Körper von Gewicht, dass ihre Thesen Verwirrung gestiftet haben und dieses neue Buch nach nochmaligem Überdenken dazu anregen soll „über die Wirkungsweise der heterosexuellen Hegemonie im Gestalten sexueller und politischer Gegenstände weiter nachzudenken.“ In den einzelnen Kapiteln setzt sich Butler mit den aus der Kritik entstehenden Fragestellungen auseinander, indem sie sich verschiedenen Autoren, Themen und Konzepten zuwendet (z. B. Jacques Lacan, Freuds Psychoanalyse, Slavoj Žižek) und sie im Kontext von Geschlecht analysiert und dabei ihre eigenen Ideen und Konzepte erweitert und neu denkt.

### Materialität des Geschlechts
Für Butler ist Materie immer etwas zu Materie Gewordenes. Der Anschein von Festigkeit, Oberfläche und Dauer, sowie von „Irreduzibilität“ (eine nicht auf tiefer liegende Einheiten zurückführbare Größe) ist ein Effekt von Macht. Indem der Diskurs bestimmte regulierende Normen beständig wiederholt und zitiert, erzeugt er das, was er scheinbar nur benennt. Wichtig ist in diesem Zusammenhang der Begriff der Performativität. Diese wird „nicht als der Akt verstanden, durch den ein Subjekt dem Existenz verschafft, was sie/er benennt, sondern vielmehr als jene ständig wiederholende Macht des Diskurses, diejenigen Phänomene hervorzubringen, welche sie reguliert und restringiert“. Materialität muss also als materielle Wirkung einer Machtdynamik verstanden werden, die sie historisch spezifisch immer wieder neu konstituiert. Macht darf nicht als eine äußerliche Beziehung verstanden werden, sie ist von den Subjekten nicht zu trennen.
Ausdrücklich betont Butler, den Körper als konstruiert zu denken, habe nichts mit Beliebigkeit oder Freiwilligkeit zu tun. Körper entstehen immer innerhalb bestimmter Zwänge, Einschränkungen und Verwerfungen, innerhalb einer geschlechtlichen Matrix und als solche selbst. Der Prozess ihrer Materialisierung geschehe auf verschiedenen Ebenen. Butler betrachtet insbesondere die Verschränkung von Sprache und Materie, die psychische Dimension der körperlichen Gestalt bei Individuationsprozessen und die Wirkungsweise von Diskursen zur körperlichen Geschlechterdifferenz.
In Bezug auf die Materialität des Geschlechtskörpers oder biologischen Geschlechts (sex) wendet sie sich gegen die Annahme eines faktischen, materiellen körperlichen Geschlechts, das mit einem sozialen Konstrukt (gender) überschrieben wird. Sie geht davon aus, dass der Begriff „biologisches Geschlecht“ und der damit zusammenhängende Rekurs auf Naturalität selbst „eine kulturelle Norm, die die Materialisierung von Körpern regiert“ ist.
Butler beschreibt, dass es ihr nicht darum gehe, den Körper aufzulösen, sondern vielmehr darum, eine Rückkehr zum Körper zu schaffen, „Körper als einem gelebten Ort der Möglichkeit, dem Körper als einem Ort für eine Reihe sich kulturell erweiternder Möglichkeiten.“
Das Geschlecht (sex) ist ein „normatives Phantasma“ – zugleich sozial konstruiert, kulturell erlernt und gefestigt und damit zur Doxa gehörig; es ist als Konstrukt Verschiebungen und Umwertungen unterworfen, muss aber durch rituelle performative Praktiken als Phantasma gefestigt werden.

### Natürlichkeit
Butlers Prämissen sind mit der Anstrengung verbunden, auch Materialität und Natürlichkeit als kulturelles Konstrukt sichtbar und damit rational fassbar zu machen, und den symbolischen Formen dieser normativen Diskursformation nachzuspüren. Dabei erweitert sie die Begriffe der Performativität und der Konstruktion bewusst über das gewöhnliche Verständnis hinaus.
Um die Konstruiertheit des biologischen Geschlechts begreifen zu können, ohne einem Konstruktivismus im landläufigen Sinne zu verfallen, zeigt Butler als Möglichkeit auf, ein „phantasmatisches Feld, dass das eigentliche Terrain kultureller Intelligibilität konstituiert“ zu eröffnen, als eine Fiktion, „in deren Notwendigkeiten wir leben und ohne die das Leben selbst undenkbar wäre“. Damit besteht allerdings die Gefahr, in das Feld eines radikalen linguistischen Konstruktivismus zu verfallen, in dem das (vordiskursive) biologische Geschlecht vom sozialen Geschlecht als „Fehlbezeichnung“ konstruiert wird.
In der Frage „Wenn das Subjekt konstruiert ist, wer konstruiert dann das Subjekt?“ sieht Butler eine grammatikalische Fehlwahrnehmung, auf die nur entweder eine deterministische oder eine voluntaristische Antwort gegeben werden kann. „Dem sozialen Geschlecht unterworfen, durch das soziale Geschlecht aber auch zum Subjekt gemacht, geht das ‚Ich’ diesem Prozess der Entstehung von Geschlechtsidentität weder voraus, noch folgt es ihm nach, sondern entsteht nur innerhalb einer Matrix geschlechtsspezifischer Beziehungen und als diese Matrix selbst.“
Die soziale Performanz wird deutlicher konturiert etwa an der Geschlechtszuschreibung des vorgeburtlichen Kindes und der Zuschreibung „Es ist ein Mädchen!“ Mit dieser Benennung, als Sprechakt verstanden, „wird das Mädchen ‚mädchenhaft gemacht’, es gelangt durch die Anrufung des sozialen Geschlechts in den Bereich von Sprache und Verwandtschaft“, erfährt zum ersten, aber nicht zum letzten Mal die normative Wirkkraft sprachlicher Zuschreibungen und damit eine erste Naturalisierung. „Das Benennen setzt zugleich eine Grenze und wiederholt einschärfend eine Norm“.
Mit Begriffen Benennen und Wiederholen rückt die Relevanz der Sprechakttheorie in den Blickpunkt. Normen müssen durch rituelle Wiederholung gefestigt werden – das gilt auch und vor allem für sprachliche Rituale – und schaffen damit zugleich die Eingrenzung des Benannten durch die sprachliche Identifikation des Eigenen bzw. der konstitutiven Exklusion des jeweils Anderen.
Die Analyse dieser Form performativer sprachlicher Gewalt wird als Dekonstruktion bezeichnet.

## Ausgaben
- Bodies that matter: on the discursive limits of „sex“. Routledge, New York 1993, ISBN 0-415-90365-3.
  - deutsch: Körper von Gewicht: Die diskursiven Grenzen des Geschlechts. Aus dem Amerikanischen von Karin Wördemann. Berlin-Verlag, Berlin 1995, ISBN 3-8270-0152-8.
  - deutsch: Körper von Gewicht: Die diskursiven Grenzen des Geschlechts. Suhrkamp, Frankfurt am  Main 1997 (= Edition Suhrlamp. Band 1737), ISBN 3-518-11737-8.